# Peter Höppe
Peter Höppe (geboren 1954) ist ein deutscher Meteorologe und Biologe. Er leitete von 2005 bis Anfang 2018 die Abteilung GeoRisikoForschung der Münchener Rück (als Nachfolger des Gründers Gerhard Berz).
1979 bis 2003 war er an der Ludwig-Maximilians-Universität München (LMU) auf dem Gebiet Bioklimatologie und Angewandte Meteorologie sowie Arbeits‐ und Umweltmedizin tätig. Er hat in den Fächern Physik und Humanbiologie promoviert bzw. habilitiert und ist außerplanmäßiger Professor an der LMU.
Höppe berät verschiedene UN-Organisationen und gehört zu den Initiatoren des Desertec-Projekts. Seit 2005 ist er Mitglied des Vorstands des Global Climate Forum (GCF). Höppe ist Vorstandsmitglied im Verein für Umweltmanagement und Nachhaltigkeit in Finanzinstituten e.V. Er ist Mitglied des Stiftungsrates der Münchener Rück Stiftung und Erster Vorsitzender der Münchener Universitätsgesellschaft.